# Michael Hadschieff
Michael Florian Hadschieff (ur. 5 października 1963 w Innsbrucku) – austriacki łyżwiarz szybki, dwukrotny medalista olimpijski,  brązowy medalista mistrzostw świata i dwukrotny zdobywca Pucharu Świata.

## Kariera
Największy sukces w karierze Michael Hadschieff osiągnął podczas igrzysk olimpijskich w Calgary w 1988 roku, gdzie zdobył srebrny medal na dystansie 10 000 m. W zawodach tych wyprzedził go jedynie Szwed Tomas Gustafson, a trzecie miejsce zajął Holender Leo Visser. Dzień wcześniej zdobył też brązowy medal w biegu na 1500 m, ulegając jedynie André Hoffmannowi z NRD i Erikowi Falimowi z USA. Na tych samych igrzyskach był też piąty w biegu na 5000 m i szósty na 1000 m. Startował także na igrzyskach w Sarajewie w 1984 roku, igrzyskach w Albertville w 1992 roku i rozgrywanych dwa lata później igrzyskach w Lillehammer, ale nie zdobył żadnego medalu.
W 1987 roku wywalczył brązowy medal podczas wielobojowych mistrzostw świata w Heerenveen, ulegając tylko dwóm reprezentantom ZSRR: Nikołajowi Gulajewowi i Olegowi Bożjewowi. Hadschieff był też czwarty w tej samej konkurencji na mistrzostwach świata w Medeo w 1988 roku, gdzie w walce o medal lepszy był Amerykanin Dave Silk.
Wielokrotnie stawał na podium zawodów Pucharu Świata, przy czym odniósł osiem zwycięstw. W sezonach 1985/1986 i 1988/1989 zwyciężał w klasyfikacji końcowej 1500 m, w sezonach 1986/1987 i 1987/1988 był drugi, a w sezonie 1989/1990 zajmował trzecie miejsce. Ponadto w sezonie 1986/1987 był też drugi w klasyfikacji 5000 m/10 000 m.
W 1987 był też wicemistrzem Europy.

### Mistrzostwa świata
- Mistrzostwa świata w wieloboju
  - brąz – 1987